# Fallet Bobby
Fallet Bobby var ett svenskt kriminalfall under 2006. Bobby Äikiä, född 12 mars 1995, död 14 januari 2006, var en pojke som av sin mor och hennes sambo utsattes för svår misshandel och tortyr vilket vållade hans död. Fallet blev mycket uppmärksammat i Sverige och väckte starka reaktioner, vilket bland annat resulterade i den så kallade Lex Bobby.

## Bakgrund
Bobby Äikiä, som ursprungligen kom från Stenungsund, hade Fragil X-syndrom, vilket ofta även innebär autismliknande tillstånd samt extrem skygghet. Hans mor Niina Äikiä flyttade samman med en ny man, Eddy Larsson, på en mindre gård av småbrukskaraktär i Malmbäcks församling i Småland. Enligt domen kom Bobby efter detta att torteras. I media påstås det att mannen var fixerad vid porr och att han hade många grova porrfilmer hemma samt att han hade ett stort intresse för sadomasochism. Han är tidigare dömd för bland annat två fall av grov våldtäkt.
Tortyren anges ha påbörjats hösten 2005. Pojkens mor har bland annat berättat att han fick bära sina kalsonger med avföring i mot ansiktet, blivit tvingad att ligga naken i snön och få snö skottad över sig, fått sprit nerhälld i en tratt mot munnen och fått en dammsugarslang mot könsorganet, blivit slagen med träpinnar mot könsorganet och fått grova stötar. Han blev också bränd med cigaretter och slagen med pinnar. Åtminstone dammsugarvåldet är verifierat genom att man funnit pojkens blod i dammsugarslangen. Dödsorsaken enligt rättsläkarintyget är kvävning genom aspiration av egna uppkastningar. I skolan märkte personalen inte något, annat än att en lärare noterade att Bobby pratade mer om sex och alkohol än jämnåriga barn i skolan. Han sade till läraren saker som att "Mamma var full" och "Mamma var full på öl". Läraren kontaktade modern angående detta och fick till svar att "han säger sådana saker hela tiden", varför läraren lät saken bero tills vidare. Pojken hade också en stor frånvaro, då modern och hennes sambo ofta sjukanmälde honom.

## Efter Bobbys död
Efter att moderns sambo hittat pojken död i en säng och modern kommit till rummet, har kvinnan sagt att hon drack sig full på whisky. Sambon säger att han reagerade med att försöka återuppliva pojken med konstgjord andning. När detta inte lyckades diskuterade paret vad de skulle göra med den döda pojkens kropp. De förvarade först kroppen i vedboden, men packade sedan in den i bagageutrymmet i bilen. Efter att ha rest runt och sökt efter någonstans att göra sig av med den, sänkte de kroppen i Lovsjön söder om Jönköping. Paret anmälde honom därpå försvunnen i Göteborg i slutet av januari 2006. De påstod då att han hade försvunnit ur bilen då de skulle ha lämnat honom ensam i den utanför ett köpcentrum i Bäckebol på Hisingen. Ett stort sökpådrag letade i flera dygn efter Bobby. När han inte återfanns fattade polisen misstankar om att han bragts om livet. Modern och hennes sambo anhölls, och hon erkände i polisförhör var Bobbys kropp fanns.

## Rättsprocessen
I maj 2006 började rättegången mot dem båda i Eksjö tingsrätt. De åtalades för mord, alternativt grov misshandel och grovt vållande till annans död.
De åtalade skyllde i tingsrätten på varandra och deras berättelser varierade därmed. Mammans sambo förnekade bestämt att han hade torterat pojken eller betett sig elakt mot honom. Intresset för sadomasochistiskt sex påstod han var ömsesidigt mellan honom och kvinnan. Kvinnan däremot sade att hon varit utsatt för svåra sexuella övergrepp samt att hon och barnet levt i en starkt hotfull situation, som hon inte hade kunnat skydda varken sig eller barnet emot. Inget av det som mamman eller hennes sambo har berättat har motsagts av de fynd, tekniska bevis och rekonstruktioner som gjorts efter att pojkens död avslöjades.

### Domslut
Eksjö tingsrätts dom i målet kom den 9 juni 2006. De åtalade dömdes bägge till tio års fängelse för bland annat grov misshandel, grovt vållande till annans död och brott mot griftefriden. De dömdes inte för mord som åklagaren hade yrkat, eftersom rätten inte fann det bevisat att de varit likgiltiga inför Bobbys död. Moderns sambo överklagade domen eftersom han tyckte att rätten satt för stor tilltro till kvinnans berättelse. Den 5 september fastställde Göta hovrätt tingsrättens dom på 10 års fängelse för båda.
Den 7 juni 2012 släpptes kvinnan från Hinsebergsfängelset och både hon och sambon släpptes helt fria i oktober 2012.

## Reaktioner och efterspel
Fallet Bobby väckte uppmärksamhet och starka reaktioner. Tidningen Expressen anordnade en rosinsamling, som ledde till att det till Bobbys begravning i Ödsmåls kyrka norr om Stenungsund kom nära 30 000 rosor från allmänheten. Efter gravsättningen vid Norums kyrka i Stenungsund hölls denna kyrka öppen för att allmänheten skulle kunna visa sitt deltagande.
Lex Bobby kallas den svenska lag som trädde i kraft 2008 som säger att en särskild barnskyddsutredning ska genomföras om ett barn dött på grund av våld eller annat brott och barnet har varit i behov av skydd.
2012 publicerades en roman som bygger på fallet: Dit drömmar färdas för att dö av Mattias Edvardsson.
Tio år efter Bobbys död gick Jönköpings-Posten igenom fallet på nytt i en elva delar lång artikel.
2016 gjorde P3 Dokumentär en dokumentär om Fallet Bobby.

### Notförteckning
1. 1 2  ”Flyr till husvagn efter tortyren av Bobby, 10”. expressen.se. http://www.expressen.se/nyheter/flyr-till-husvagn-efter-tortyren-av-bobby-10/. Läst 17 januari 2013.
2. ↑  ”Bobbys mamma på väg att bli fri”. Dagens Nyheter. 8 juni 2012. http://www.dn.se/nyheter/sverige/bobbys-mamma-pa-vag-att-bli-fri. Läst 8 juni 2012.
3. ↑  Fallet Bobby Arkiverad 29 januari 2016 hämtat från the Wayback Machine., Jönköpings-Posten, läst 17 januari 2016
4. ↑  ”#falletBobby publiceras på ny plattform”. JP. 14 januari 2016. Arkiverad från originalet den 16 januari 2016. https://web.archive.org/web/20160116053300/http://www.jp.se/article/falletbobby-publiceras-pa-ny-plattform/. Läst 17 januari 2016.
5. ↑  ”Fallet Bobby - P3 Dokumentär”. sverigesradio.se. Sveriges Radio. http://sverigesradio.se/sida/avsnitt/738978?programid=2519&playepisode=738978. Läst 8 juli 2016.